# 佐賀県民の歌
「佐賀県民の歌」（さがけんみんのうた）は日本の都道府県の一つ、佐賀県が制定した県民歌である。作詞・明石省八、作曲・團伊玖磨。

## 概要
佐賀県では1936年（昭和11年）に「佐賀県民歌」（作詞・松尾松治郎、補作・吉田絃二郎、作曲・下総皖一）が制定されたが、一般に広く普及せず1945年（昭和20年）の太平洋戦争終結後には忘れ去られてしまった。
その後、県政90周年と1976年（昭和51年）に開催される若楠国体を記念して新たな県民歌を制定することになり、1973年（昭和48年）に歌詞の公募を実施した。296編の応募作から小城郡（現在の小城市）牛津町出身で新日本製鐵（現在の新日鐵住金）名古屋製鉄所従業員の明石省八が応募した歌詞が選定され、作曲は県の依頼により團伊玖磨が行った。県の公式サイトでは制定意義を「郷土佐賀県が豊かな自然の中に調和しつつ、新しく躍進していく姿と、県民が輝かしい未来への希望と明日をひらく意欲をこめて制作されました」と解説している。
1974年（昭和49年）2月11日に制定され、3月21日には旧佐賀県体育館の開館11周年を記念して開催された「文化講演の夕べ」で演奏が行われた。日本コロムビアが栗林義信の歌唱を吹き込んだソノシートを作成している。

### 制定後の状況
佐賀県では2代目県民歌の制定後も1993年（平成5年）発表の「風はみらい色」や2000年（平成12年）発表の「栄の国から」など複数の愛唱歌を作成している。県民歌はそれらの新しい楽曲に比べて演奏機会が少なくなっているが、県庁には「また聞いてみたい」との問い合わせがあるという。県の公式サイトでは2005年（平成17年）10月23日に開催された「團伊玖磨記念『筑後川』in佐賀2005」で収録された合唱バージョンが公開されている。
2007年（平成19年）には、西日本新聞社が佐賀総局の開局100周年を記念して佐賀県総合運動場に本曲の歌詞から取った「玄海」「天山」「大地」をイメージした3本の柱が支える時計台を寄贈した。